# سكامبيتيلا
سكامبيتيلا، (بالإنجليزية: Scampitella)‏، (الإيطالية:Scampetèdde)، هي مدينة و(بلدية) في مقاطعة أفيلينو، كامبانيا، إيطاليا.

## السكان
في سنة 1861 بلغ عدد السكان 1٬211 نسمة، وتطور العدد ليصل في سنة 2011 لـ 1٬344 نسمة.
يظهر هذا المخطط البياني تطور النمو السكاني لـ سكامبيتيلا